# チト河内
チト 河内（チト かわち、1943年2月24日 - ）は、日本の作曲家、アレンジャー。本名：河内 重昭。血液型はB型。兄は作曲家のクニ河内。

## 経歴
福岡県福岡市出身。兄のクニ河内らと「ザ・ハプニングス・フォー」を結成し、「あなたが欲しい」でデビュー。
その後、新六文銭を経てトランザムのリーダーとして活動する。またTHE BOOMのサポートミュージシャン（パーカッション）としてもレコーディングやツアーに参加した。

また、1985年に沢田研二のバックバンドCO-CóLOのリーダーとしても活動。1988年に解散。

## 主な楽曲

### あ行
- 荒木一郎
  - 「Midnight Blues」（編曲）
  - 「果てしなき闇の彼方に」（編曲）
- Alfee
  - 「踊り子のように」（編曲）
- いのうえみどり[1]
  - 「一丁目の角のうさぎさん」バックコーラス：コロムビアゆりかご会（編曲）
  - 「お手玉運動会」（編曲)
- 石川ひとみ
  - 「夢回帰線」（編曲）
- 江夏一樹
  - 「遠い明日」（編曲）
- 大塚博堂
  - 「センチメンタルな私小説」（編曲）
  - 「春は横顔」
  - 「トマトジュースで追いかえすのかい」（編曲）
- 小田陽子
  - 「ときめきWining」（編曲）
- 河島英五
  - 「時代おくれ」（福井峻と共同で編曲）

### か行
- 甲斐バンド
  - 「フェアリー（完全犯罪）」（編曲）
  - 「キラー・ストリート」（編曲）
  - 「野獣 -A WILD BEAST-」（編曲）
  - 「野獣 (SHOTGUN MIX, LONG VERSION)」（甲斐よしひろと共同で編曲）
  - 「野獣 (SILENT VIOLENCE MIX, INSTRUMENTAL)」（甲斐よしひろと共同で編曲）
  - 「夜のスワニー」（甲斐バンドと共同で編曲）
  - 「ジェシー（摩天楼パッション）」（編曲）
  - 「Run To Zero」（編曲）
- 木の実ナナ
  - 「美しき女」（編曲）
- 香坂みゆき
  - 「昨日より抱きしめて」（編曲）
- 近藤真彦
  - 「夢絆」（編曲）
  - 「青春」（編曲）

### さ行
- 堺正章
  - 「二十三夜」（編曲）
  - 「サルビア心中」（編曲）
- ザ・タイガース
  - 「青春」（作曲）
- 佐藤隆
  - 「マイクラシック」（編曲）
  - 「カルメン」（編曲）
- 沢田研二
  - 「アリフ・ライラ・ウィ・ライラ 〜千夜一夜物語〜」（CO-CóLOと共同で編曲）
  - 「女神」（編曲）
  - 「CHANCE」（編曲）
  - 「TRUE BLUE」（作曲）
- ジュディ・オング
  - 「ひとひらの雪」（編曲）

### た行
- 高井麻巳子
  - 「テンダー・レイン」（編曲）
- 高樹澪
  - 「ダンスはうまく踊れない」（編曲）
  - 「ハート 〜降っても晴れても〜」（編曲）
  - 「まわり燈籠」（編曲）
- ちあきなおみ
  - 「ルージュ」（編曲）
- トランザム
  - 「Come on in. Coke」（'77 - '79、作曲・編曲）※コカ・コーラCMソング[2]
  - 「白いボールのファンタジー」（編曲）
  - 「ああ青春」（編曲）
  - 「季節」（作曲・編曲）※NHK『少年ドラマシリーズ』「その町を消せ!」主題歌

### な行
- NAO&NOBU
  - 「君は綺麗なままで」（作曲・編曲）
- 中島みゆき
  - 「ひとりぽっちで踊らせて」（編曲）
  - 「カム・フラージュ」（編曲）
  - 「熱病」（編曲）
  - 「忘れてはいけない」（編曲）
- 長瀬晴美
  - 「陽だまりの彼方へ」（編曲）
  - 「風に吹かれて」（作曲・編曲）
- 中村雅俊
  - 「いつか街で会ったなら」（編曲）
  - 「俺たちの旅」（編曲）
  - 「俺たちの祭」（編曲）※劇中音楽作曲
- 長山洋子
  - 「密やかにときめいて…」（編曲）
- 根津甚八
  - 「上海帰りのリル」（編曲）

### は行
- PIPER
  - 「ファーラウェイ」（作曲）
- BIBI
  - 「May I help you?」（作曲・編曲）
- ふきのとう
  - 「星空のページェント」（編曲）
  - 「ココナッツ・ムーン」（編曲）
- 古尾谷雅人
  - 「見上げるだけの人間のようで」（編曲）
- 堀江美都子
  - 「わくわくサンタクロース」（編曲）
  - 「ちいさい○がひろがって」（編曲）
- 本田美奈子
  - 「月見草」

### ま行
- 松崎しげる
  - 「俺たちの朝」（編曲）

### や行
- 由紀さおり
  - 「TOKYOワルツ」（編曲）

## 映画音楽
- 十八歳、海へ（1979年）
- 雪 虫プロ

## アニメ音楽
- ニルスのふしぎな旅（1980年）
- らんぽう（1984年）